# Черепашки-ниндзя (саундтрек, 2007)
| Оценки критиков | Оценки критиков |
| Источник        | Оценка          |
| --------------- | --------------- |
| Allmusic        | [ 1 ]           |

«Черепашки-ниндзя» (саундтрек) — сборник музыки к анимационному фильму «Черепашки-ниндзя» 2007 года от студии Warner Bros.. Он был выпущен Atlantic Records 20 марта 2007 года.
В отличие от саундтреков 1990, 1991 и 1993 годов, в которых была представлена музыка в жанрах хип-хоп и техно, для этого альбома характерны поп-музыка и эмо. Композитором выступил Клаус Бадельт.

## Трек-лист
| №   | Название                          | Исполнитель             | Длительность |
| --- | --------------------------------- | ----------------------- | ------------ |
| 1.  | «Shell Shock»                     | Gym Class Heroes        | 3:16         |
| 2.  | «Rip It Up»                       | Jet                     | 3:19         |
| 3.  | «There's a Class for This»        | Cute Is What We Aim For | 3:36         |
| 4.  | «Awww Dip»                        | Cobra Starship          | 2:56         |
| 5.  | «Roses»                           | Meg & Dia               | 3:28         |
| 6.  | «Bring Me Along»                  | Pepper                  | 3:32         |
| 7.  | «Fall Back Into My Life»          | Amber Pacific           | 3:35         |
| 8.  | «Red Flag»                        | Billy Talent            | 3:16         |
| 9.  | «Walking on Water»                | This Providence         | 2:36         |
| 10. | «Youth Like Tigers»               | Ever We Fall            | 2:43         |
| 11. | «Lights Out» (Chris Vrenna Remix) | P.O.D.                  | 2:56         |
| 12. | «Black Betty»                     | Big City Rock           | 3:31         |
| 13. | «I Love Being A Turtle» (Score)   | Klaus Badelt            | 3:05         |
| 14. | «Nightwatcher» (Score)            | Клаус Бадельт           | 3:00         |